# 152454 Darnyi
152454 Darnyi è un asteroide della fascia principale. Scoperto nel 2005, presenta un'orbita caratterizzata da un semiasse maggiore pari a 2,3134487 UA e da un'eccentricità di 0,0421470, inclinata di 6,52218° rispetto all'eclittica.